# Miquel Iglesias i Bonns
Miquel Iglesias i Bonns (Barcelona, 6 de juny del 1915 - Barcelona, 6 de març del 2012) va ser un director de cinema català. El 2006, li fou atorgat el premi Sant Jordi de Cinematografia a la Millor Trajectòria Professional.

## Biografia
Nascut a Barcelona el 1915, cap al 1920 Miquel Iglesias Bonn estudià música i debutà com a actor infantil, va formar part del grup “La Vajilla” (secció de teatre de l'orfeó de Sants) i després dirigí peces teatrals (1932-1935). El 1933 creà amb Joan Casals i altres el grup d'aficionats Cinemàtic Club Amateur, amb el qual realitzà alguns curts fins a la guerra. Quan s'hagué acabat el tornà a impulsar amb el nom de Club Cinematografico Artístico, si molt aviat entra al camp professional. El 1936 es casa amb la muntadora Carme Fabregas, i el 1940 muntà la firma Atenea Films, amb la qual rodà curts i produí “Melodias prohibidas” (1942, Francesc Gibert) i els seus dos primers llargs com a director són “Su excelencia, el mayordomo” (1942) i “Adversidad” (1944). Al servei de diverses productores abastà tota mena de gèneres: el policíac amb “Las tinieblas quedaron atrás” (1947), El fugitivo de Amberes (1954), el Cerco (1955) i Los ojos en la manos (1957), el musical amb Veraneo en España (1955) i Heredero en apuros (1956) i el melodrama amb No estamos solos (1957). El 1958 fundà una altra empresa, Cineprodex PC., per la qual feu Tu marido nos engaña,(1959) i Carta a una mujer (1961), adaptacions de dues obres teatrals de Jaume Salom. Durant la dècada del 1960 continuà la seva trajectòria amb las Hijas de Cid (1962), Despues del gran robo (1964); Muerte en primavera (1966); Como te amo (1966) i Presagio (1970). A partir del 1973 sovintejà el cinema de baix pressupost amb el pseudònim de M.I.Bonns i treballà per la productora Profilmes: Tarzan y el misterio de la selva (1973), La diosa salvaje (1974), Kilma, la reina de las amazonas (1975) i Desnuda inquietud (1976). Per la televisió realitzà 8 episodis de la sèrie D'un temps d'un país (1978-79). El seu últim film fou el policiac “Barcelona, connection” (1987). El 1990 va rebre el premi de Cinematografia de la Generalitat per la seva dilatada carrera. Va morir el 6 de març de 2012, als 96 anys.

## Pel·lícules
director de cinema
- 1942. Su excelencia, el majordomo
- 1944. Adversidad
- 1947. Las tinieblas quedaron atrás
- 1952. Ley del mar
- 1955. El cerco
- 1955. El fugitivo de Amberes
- 1956. Veraneo en España
- 1956. Un heredero en apuros
- 1956. No estamos solos
- 1956. Los ojos en las manos
- 1957. Un tesoro en el cielo
- 1957. Su desconsolada esposa
- 1959. Tu marido nos engaña, a partir de l'obra de Jaume Salom
- 1961. Carta a una mujer, a partir de l'obra de Jaume Salom
- 1962. Las hijas del Cid
- 1964. Después del gran robo
- 1966. Muerte en primavera
- 1966. Dio, come ti amo
- 1976. Desnuda inquietud
- 1977. Deseo carnal
- 1978. La tercera edad
- 1978. La isla de las vírgenes ardientes
- 1981. Violación inconfesable
- 1982. Desenfrenos carnales
- 1984. Una rosa al viento
- 1985. El lío de papá
- 1987. Barcelona Connection

## Fons
El seu fons es conserva a la Filmoteca de Catalunya. Recull informació de tota la seva trajectòria professional, ja que va ser ell mateix que va recollir i ordenar tot el material. Es tracta d'un seguit d'àlbums (37) cada un correspon a un títol de pel·lícula que contenen fotos, presbpooks, material publicitari, cartells, guions, critiques, correspondència, notes.